# Halcampogeton papillosus
Halcampogeton papillosus is een zeeanemonensoort uit de familie Edwardsiidae.
Halcampogeton papillosus is voor het eerst wetenschappelijk beschreven door Carlgren in 1937.